# Classe Bronstein
La classe Bronstein fu una classe di fregate (originariamente classificate come cacciatorpediniere di scorta) della United States Navy, composta da due unità entrate in servizio nel 1963.
Le Bronstein erano unità anti-sommergibili e per la scorta d'altura, derivate dalle precedenti unità classe Dealey ma ingrandite per ospitare a bordo una serie di nuovi apparati sensori e armamenti. Il progetto non si rivelò particolarmente riuscito perché i nuovi apparati installati fecero aumentare troppo il peso delle unità, riducendo eccessivamente la velocità massima e rendendo le unità incapaci di operare all'interno delle task force anti-sommergibili; di conseguenza, la costruzione di ulteriori unità fu annullata e il progetto completamente rivisto, portando in seguito alle fregate della classe Garcia.
Delle due unità costruite, la USS Bronstein operò in forza alla United States Pacific Fleet mentre la gemella USS McCloy fu in servizio con la United States Atlantic Fleet. Le due unità furono radiate dal servizio con la US Navy nel dicembre 1990, per poi essere cedute al Messico nell'ottobre 1993 entrando quindi in forza alla Armada de México con rispettivamente le designazioni di ARM Hermenegildo Galeana e ARM Nicolas Bravo; le due unità furono infine radiate dal servizio nell'aprile 2017.

## Caratteristiche

### Scafo

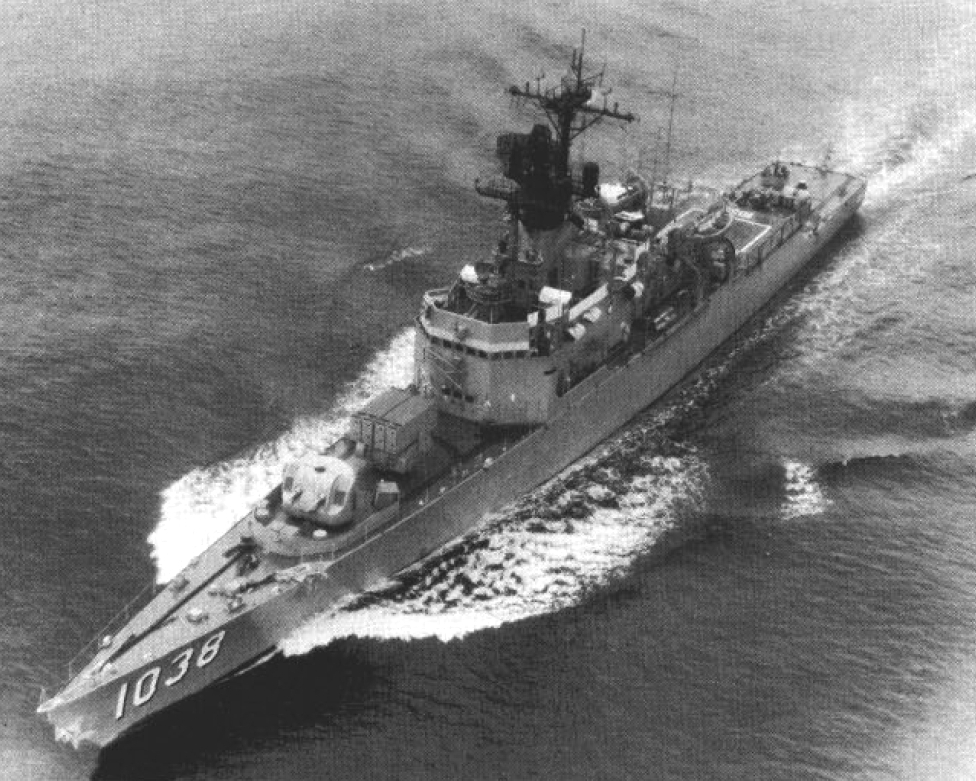
Veduta dall'alto della McCloy in navigazione negli anni 1970

La realizzazione della classe Bronstein fu autorizzata nell'ambito del programma di costruzioni per l'anno fiscale 1960, con due unità impostate tra il maggio e il settembre 1961 presso il cantiere della Avondale Shipyard di Avondale in Louisiana. Le Bronstein dovevano rappresentare i prototipi di una nuova generazione di unità di scorta d'altura (ancora classificate come "cacciatorpediniere di scorta" o Destroyer escort), dopo le unità della classe Dealey (e le derivate classe Claud Jones) varate nel periodo successivo alla seconda guerra mondiale; in effetti, le Bronstein riprendevano il progetto di base delle Dealey, ma ingrandito e migliorato in modo da ospitare le più recenti novità in fatto di armamento antisommergibili e sensori sviluppate nel corso del primo programma FRAM (Fleet Rehabilitation and Modernization) di fine anni 1950, volto per l'appunto a migliorare le capacità anti-sommergibili dei cacciatorpediniere statunitensi costruiti durante il secondo conflitto mondiale.
Le Bronstein avevano un scafo con un castello di prua esteso per quasi tutta la sua lunghezza fino al limite del piccolo ponte di volo poppiero; la lunghezza fuori tutto era di 113,4 metri, la larghezza era di 12,5 metri nel punto massimo e il pescaggio a pieno carico raggiungeva i 7 metri; lo scafo delle Bronstein era nettamente più lungo di quello delle precedenti classe Dealey (il quale misurava 96 metri fuori tutto), una soluzione necessaria per installare nel prominente bulbo di prua delle unità i nuovi apparati sonar messi a punto. Il dislocamento complessivo era parimenti maggiore rispetto alle Dealey, raggiungendo le 1 882 tonnellate in configurazione standard (2 360 tonnellate secondo un'altra fonte) che salivano a 2 723 tonnellate con la nave a pieno carico (2 690 tonnellate secondo un'altra fonte).
Le sovrastrutture erano raggruppate in una massiccia tuga collocata a centro nave, comprendente il blocco plancia-timoneria prolungato senza soluzione di continuità fino a inglobare l'hangar a poppa. Sopra la tuga, subito alle spalle del blocco plancia-timoneria, si alzava un mack, ovvero una struttura che combinava insieme l'albero con i sensori radar (in inglese mast) e il fumaiolo (stack) dell'unità; le Bronstein furono le prime unità statunitensi a sperimentare una simile soluzione. L'equipaggio ammontava a 191 uomini (13 ufficiali e 178 sottufficiali e marinai), ma le sistemazioni a bordo consentivano di imbarcare fino a 220 uomini (20 ufficiali e 200 sottufficiali e marinai).

### Propulsione
L'apparato propulsivo era lo stesso delle Dealey e si basava su una turbina a vapore della Westinghouse, accoppiata con ingranaggi riduttori della de Laval e azionante un albero motore dotato di elica; il sistema era alimentato da due caldaie della Foster Wheeler. La potenza complessiva dell'impianto raggiungeva i 20 000 shp (15 000 kW), per una velocità massima di 26 nodi; l'autonomia si aggirava sulle 4 000 miglia alla velocità di crociera di 15 nodi. Potenza e velocità massima rappresentarono i punti deboli della classe: benché grandi quasi quanto un cacciatorpediniere della seconda guerra mondiale, l'apparato motore delle Bronstein sviluppava un terzo della potenza rispetto a questi, garantendo una velocità massima nettamente inferiore rispetto ai più moderni sottomarini dell'epoca (capaci ormai di una velocità massima di 30 nodi) e inferiore persino alle precedenti Dealey (le quali raggiungevano i 27 nodi); il massiccio apparato sonar installato nel bulbo di prua contribuiva all'aumento di peso complessivo e alla conseguente riduzione della velocità massima, oltre a rendere le unità estremamente instabili nella parte anteriore.
Le Bronstein si rivelarono alla fine troppo lente per poter operare proficuamente con le task force anti-sommergibili della United States Navy, e di conseguenza la costruzione di altre unità fu annullata dopo i primi due prototipi in favore di un nuovo progetto, che combinava lo stesso armamento e apparato sensori delle Bronstein ma con un nuovo apparato motore più potente.

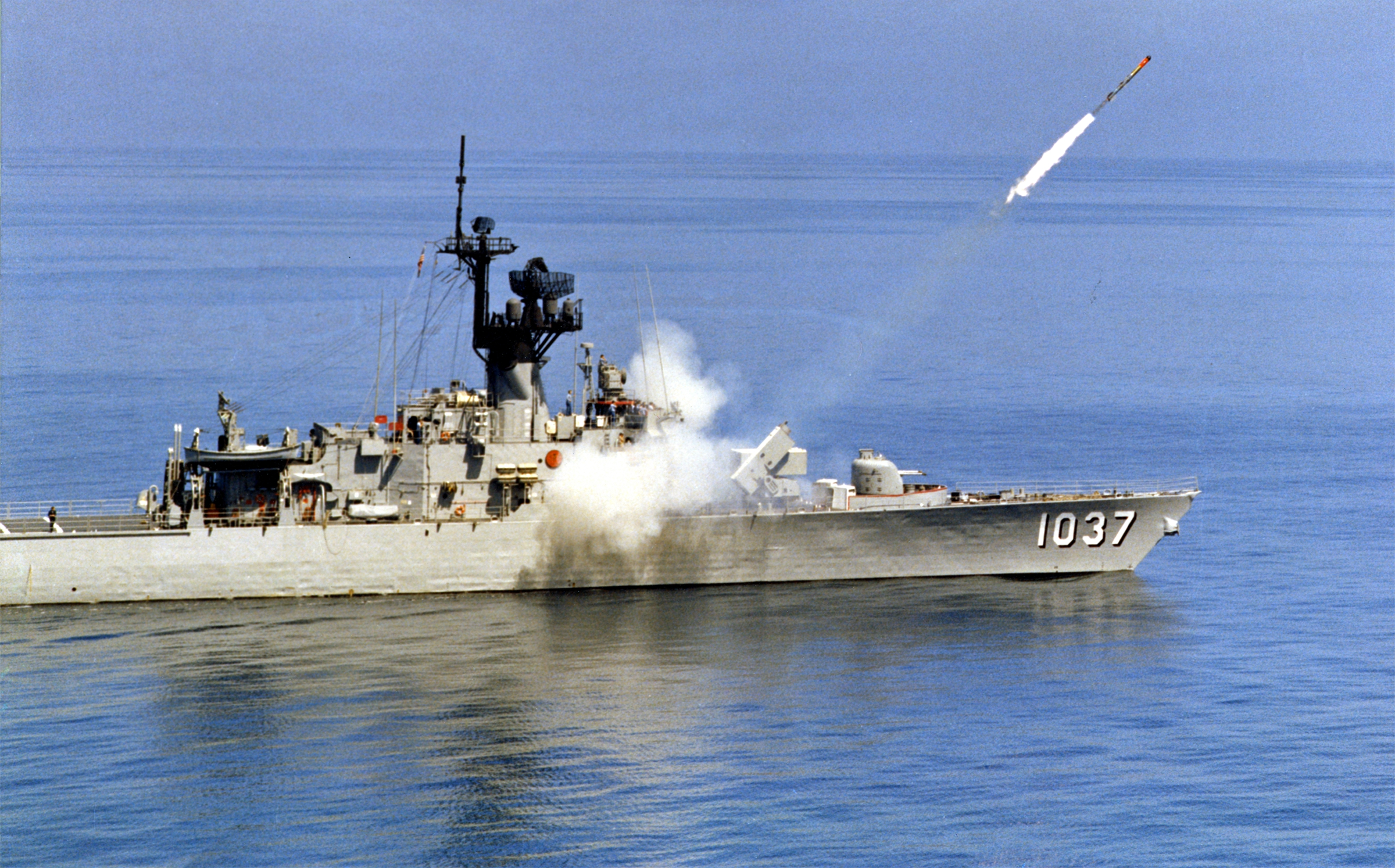
La Bronstein negli anni 1980, ripresa mentre lancia un missile ASROC

### Armamento e sensori
L'armamento di artiglieria delle Bronstein consisteva in tre cannoni da 76/50 mm Mark 33 a impiego duale antinave e antiaereo: due pezzi erano collocati in una piccola torretta chiusa a prua, il terzo era in una postazione singola scoperta a poppa del ponte di volo; il pezzo singolo fu poi sbarcato dalle unità nel corso degli anni 1970. Rispetto alle Dealey le Bronstein disponevano di una bocca da fuoco in meno, ma in favore di un più potente armamento anti-sommergibili: tra la torre di artiglieria di prua e il blocco plancia-timoneria era collocato un nuovo impianto lanciamissili anti-sommergibili ASROC, con otto celle ospitanti ciascuna un missile ma senza possibilità di ricarica a bordo; come armi anti-sommergibili erano impiegabili anche i sei tubi lanciasiluri da 533 mm, collocati in due impianti trinati a centro nave. Le Bronstein furono sviluppate appositamente per imbarcare il nuovo drone Gyrodyne QH-50 DASH di nuova ideazione, un piccolo elicottero controllato a distanza e armato con due siluri, impiegato come armamento anti-sommergibili a lunga distanza; due DASH erano alloggiabili nell'hangar delle unità e decollavano dal piccolo ponte di volo ricavato a poppa della tuga centrale.
L'apparato sensori delle unità comprendeva un radar di scoperta aerea AN/SPS-40, un radar di scoperta di superficie AN/SPS 10 e un radar di controllo fuoco AN/SPG-35, tutti alloggiati nel massiccio mack unitamente alle antenne di controllo dei DASH. Nel massiccio bulbo di prua delle unità era invece installato un apparato sonar AN/SQS-26, di nuova ideazione; le Bronstein furono le unità di più piccole dimensioni a ricevere tale apparato. All'inizio degli anni 1980 la McColy ricevette anche un impianto sonar passivo trainabile SQS-15 TASS.

## Unità
| Nome          | Impostazione      | Cantiere          | Varo          | Entrata in servizio | Destino finale |
| ------------- | ----------------- | ----------------- | ------------- | ------------------- | --- |
| USS Bronstein | 16 maggio 1961    | Avondale Shipyard | 31 marzo 1962 | 16 giugno 1963      | Radiata dalla US Navy il 13 dicembre 1990, ceduta al Messico il 1º ottobre 1993 e rinominata ARM Hermenegildo Galeana; radiata dal servizio nell'aprile 2017 |
| USS McCloy    | 15 settembre 1951 | Avondale Shipyard | 9 giugno 1962 | 21 ottobre 1963     | Radiata dalla US Navy il 14 dicembre 1990, ceduta al Messico il 1º ottobre 1993 e rinominata ARM Nicolas Bravo; radiata dal servizio nell'aprile 2017        |